# Mïxaïl Rojkov
Mïxaïl Rojkov (in kazako Михаил Рожков?; in russo Михаил Викторович Рожков?, Michail Viktorovič Rožkov; Mosca, 27 dicembre 1983) è un ex calciatore kazako con passaporto russo, di ruolo difensore.

## Palmarès

### Club

#### Competizioni nazionali
- Coppa del Kazakistan: 1

Astana: 2010
- Supercoppa del Kazakistan: 1

Astana: 2011